# Železná lady (film)
Železná lady je britský životopisný film z roku 2011 o životě britské političky Margaret Thatcherové. Hlavní roli britské premiérky ztvárnila Meryl Streepová, za kterou získala Oscara, Zlatý glóbus, cenu BAFTA a další ocenění pro nejlepší herečku v hlavní roli.

## Obsazení
| Meryl Streepová      | Margaret Thatcherová                      |
| Alexandra Roach      | mladá Margaret Thatcherová                |
| Jim Broadbent        | Denis Thatcher                            |
| Harry Lloyd          | mladý Denis Thatcher                      |
| Iain Glen            | Alfred Roberts                            |
| Emma Dewhurst        | Beatrice Roberts, Margaretina matka       |
| Victoria Bewick      | Muriel Roberts, Margaretina starší sestra |
| Olivia Colmanová     | Carol Thatcherová                         |
| Anthony Headl        | Geoffrey Howe                             |
| Nicholas Farrell     | Airey Neave                               |
| Richard E. Grant     | Michael Heseltine                         |
| Martin Wimbush       | Mark Carlisle                             |
| Alexander Beardsley  | mladý Mark Carlisle                       |
| Paul Bentley         | Douglas Hurd                              |
| Robin Kermode        | John Major                                |
| John Sessions        | Edward Heath                              |
| Roger Allam          | Gordon Reece                              |
| Phoebe Waller-Bridge | Susie, Margaretina sekretářka             |

## Recenze
- Železná Lady (recenze), ToSiPiš.cz, 15.4.2012
- Martin, Film CZ, 28. února 2012  Dostupné online.